# Rhetorisches Stilmittel
Ein rhetorisches Stilmittel (auch als rhetorische Figur, Stilfigur, Redefigur oder Sprachfigur bezeichnet) ist
- unter rhetorischem Aspekt bei der Produktion von Texten ein Gestaltungsmittel (Produktionsästhetik), das im Rahmen der elocutio dem Redeschmuck dient und bei der Erfüllung der officia oratoris helfen soll;
- unter literaturwissenschaftlichem Aspekt ein sprachliches Gestaltphänomen der Oberflächen- und der Tiefenstruktur von Texten, das vom eigentlichen Ausdruck abweicht.

Einen Überblick über rhetorische Stilmittel bietet die Liste rhetorischer Stilmittel.

## Herkunft
Die in der Theorie der Rhetorik, in der Poetik und Sprachwissenschaft geläufigen Stilmittel stammen vor allem aus der antiken Rhetorik und Poetik, die schon mehrere ausgearbeitete Systeme kannten. Die Bezeichnungen selbst stammen dementsprechend meist aus dem Griechischen oder Lateinischen, in Ausnahmefällen aus dem Französischen oder anderen neuzeitlichen Sprachen. Teils sind auch deutsche Namen geläufig. Die Definitionen der Figuren sind nicht einheitlich und weichen je nach System ab: Teilweise werden Bezeichnungen als synonym angesehen (z. B. Pleonasmus und Tautologie), teils bezeichnet ein Name in verschiedenen Systemen unterschiedliche Mittel (z. B. Katachrese). Auch die Abgrenzung ähnlicher Stilmittel ist oft sehr subtil (z. B. bei Metapher, Metonymie und Synekdoche) und variiert je nach Definition (z. B. Hypallage und Enallage oder Syllepse und Zeugma).
Nicht alle Stilmittel sind in jeder Sprache möglich: Im Altgriechischen und im Deutschen ist zum Beispiel eine fast beliebige Möglichkeit zur Bildung neuer Wörter durch Zusammensetzung gegeben, was diese Sprachen besonders geeignet für die Verwendung von Neologismen erscheinen lässt; im Altgriechischen, im Lateinischen und auch im Deutschen ist die Wortstellung besonders in poetischer Sprache vergleichsweise frei, was eine Vielzahl von Stellungsfiguren (z. B. Hyperbaton, Anapher, Chiasmus) erlaubt.

## Klassifikationen rhetorischer Stilmittel
Die rhetorischen Stilmittel teilen sich grob in die Figuren (figurae verborum, auch Stil-, Sprach- oder Wortfiguren genannt), die die Syntax, und die Tropen, die die Semantik betreffen. Seit der Antike gibt es mehrere, einander teilweise ausschließende Weisen, diese Gattungen weiter zu untergliedern:

### Klassifikation nach Quintilian
Quintilian unterscheidet die Sprachfiguren so:
- Grammatische Figuren entstehen durch eine Deviation von der Korrektheitsnorm der Sprache, sind also gleichsam ,erlaubte‘ Sprachfehler zum höheren Zweck des Ausdrucks, zum Beispiel bei Ernst Bloch: „gang und gäbene Zauberei“ oder der geläufige Ausdruck „noch und nöcher“.
- Rhetorische Figuren sind Wortstellungsvarianten oberhalb der Ebene der Grammatikalität, wie zum Beispiel der Chiasmus.
- Die Tropen bringt er in dieses System als dritte Art unter der Bezeichnung Gedankenfiguren (lat. figurae sententiarum) ein, die auf gedanklicher Ebene entstehen und sprachlich verschieden ausformuliert werden können. Zu ihnen zählen beispielsweise die Metapher, das Paradoxon, die Antithese.

### Klassifikation anhand der Änderungskategorien
Ebenfalls aus der Antike stammt die in der Rhetorik überwiegende Einteilung nach den vier Änderungskategorien. Sie geht mit der Deviationstheorie von einem zugrundeliegenden eigentlichen Ausdruck aus, dem verbum proprium. Zum uneigentlichen, figurativen Ausdruck, dem verbum translatum, wird es durch die Änderung nach einer der vier Kategorien:
1. Figurae per adiectionem (durch Zugabe) erweitern den sprachlichen Ausdruck, zum Beispiel Geminatio, Hendiadyoin, Pleonasmus.
2. Figurae per detractionem (durch Auslassung) verkürzen den sprachlichen Ausdruck, zum Beispiel Ellipse, Brachylogie.
3. Figurae per transmutationem (durch Vertauschung) verändern die Abfolge des sprachlichen Ausdrucks, zum Beispiel Hyperbaton, Hysteron-Proteron.
4. Figurae per immutationem (durch Ersetzung) ersetzen den sprachlichen Ausdruck vor Ort, zum Beispiel Metapher, Metonymie, Ironie.

Die ersten drei Kategorien enthalten dabei die Figuren, die vierte bezeichnet die Tropen.

### Klassifikation aus interpretationsästhetischer Sicht
Neuere Einteilungen teilen die Stilmittel meist vom interpretatorischen Standpunkt aus ein und unterscheiden oft detaillierter und weniger systematisch zwischen:
1. bildhaften Figuren, also
  - Stilmitteln, die statt der Bezeichnung eine Ersatzbezeichnung setzen (Tropen), und
  - Sprachbildern, die eine anschauliche Darstellung ermöglichen, wie Gleichnis oder Vergleich;
2. Satz- und Wortfiguren, also
  - Sprachmitteln, die sich durch eine besondere syntaktische Stellung (Satzfigur) oder durch originelle Verbindung ihrer Einzelglieder (Wortfigur) auszeichnen, zum Beispiel Klimax, die wiederholenden Figuren;
3. Klangfiguren, also
  - Sprachmitteln, bei denen ein besonderer Effekt durch den Klang der Wortverbindung erreicht wird, zum Beispiel Alliteration, Assonanz;
4. sonstigen Stilfiguren,
  - zum Beispiel der Stichomythie.

## Einsatz
Die Wirkung der Stilmittel ist meistens eine besondere Betonung, die der Leser oder Zuhörer unbewusst aufnimmt. Während die meisten Stilmittel absichtlich in Reden oder Schriftwerke eingebaut werden, sind einige alltäglich, zum Beispiel die Ellipse. Das antike Rhetoriksystem bietet mit der Forderung nach latinitas (Latinität, sinngemäß Sprachrichtigkeit), perspicuitas (Deutlichkeit), aptum (Angemessenheit) und teilweise brevitas (Knappheit) Regulative für den Figurengebrauch. Während sich Cicero für einen regen Gebrauch der Figuren einsetzt, um so den Geist des Hörers herauszufordern, stellt sich John Locke mit der Forderung nach einem scientific style gegen jegliche Figuration, die lediglich zur obscuritas (Verschleierung des Sinnes) führe.